# Hallen Am Borsigturm
Die Hallen am Borsigturm sind ein Einkaufszentrum im Berliner Bezirk Reinickendorf im Ortsteil Tegel. Es befindet sich am Tegeler See in der Nähe des Flughafens Berlin-Tegel. Das Einkaufszentrum in denkmalgeschützten Altbauten wurde am 25. März 1999 eröffnet und enthält auf einer Gesamtfläche von 50.000 Quadratmetern neben Büro- und Hotelflächen insgesamt 115 Läden.

## Geschichtlicher Hintergrund
Den Grundstein für die heutige Bekanntheit des Gebietes Borsig in Tegel legte August Borsig mit der Gründung seiner Maschinenbauanstalt vor dem Oranienburger Tor 1837. Mit dieser Gründung sollte ein halbes Jahrhundert lang ein Großteil der deutschen Dampflokomotiven für das In- und Ausland produziert werden. Durch die Inbetriebnahme der preußischen Eisenbahnlinie, die eine Verbindung zwischen Berlin und Potsdam herstellte, expandierte das Unternehmen sehr schnell und weitere Produktionsstandorte entstanden. Der Firmengründer August Borsig starb 1854. Das Unternehmen sollte von seinem einzigen Sohn Albert übernommen werden, doch auch dieser verstarb bereits 1878. Daraufhin übernahmen die zu diesem Zeitpunkt noch minderjährigen Söhne von Albert Borsig Ernst, Arnold und Conrad die Firma.
Aufgrund einer sich anbahnenden Konjunktur fanden in den 1890er Jahren umfassende Modernisierungs-, Rationalisierungs- und Neuerungsmaßnahmen statt, um mit anderen Berliner Großunternehmen wie Siemens oder AEG mithalten zu können. In Tegel begann daher 1896 der Bau des bekannten Borsig-Werkes. Um die Unterbringung der Fabrikarbeiter als auch wichtiger Werkmeister und Direktoren zu gewährleisten, errichtete die Firma Borsig zeitgleich mit dem Fabrikbau ein Beamtenwohnhaus und die Arbeiterkolonie Borsigwalde.
Zu Zeiten der wirtschaftlichen Scheinblüte nach dem Ersten Weltkrieg kam es zu einer erheblichen Expansion des Werkes: Es entstanden eine neue Kesselschmiede, eine neue Lokomotivreparaturwerkstatt, die Erweiterung des alten Kesselhauses sowie des Verwaltungshochhauses. Das Wahrzeichen des Geländes – der Borsigturm – entstand von 1922 bis 1924. Er war Berlins erstes Hochhaus und das Verwaltungszentrum der Firma Borsig. Einen Einbruch musste die Bauphase allerdings während des Zweiten Weltkrieges verzeichnen.

## Neuentwicklung

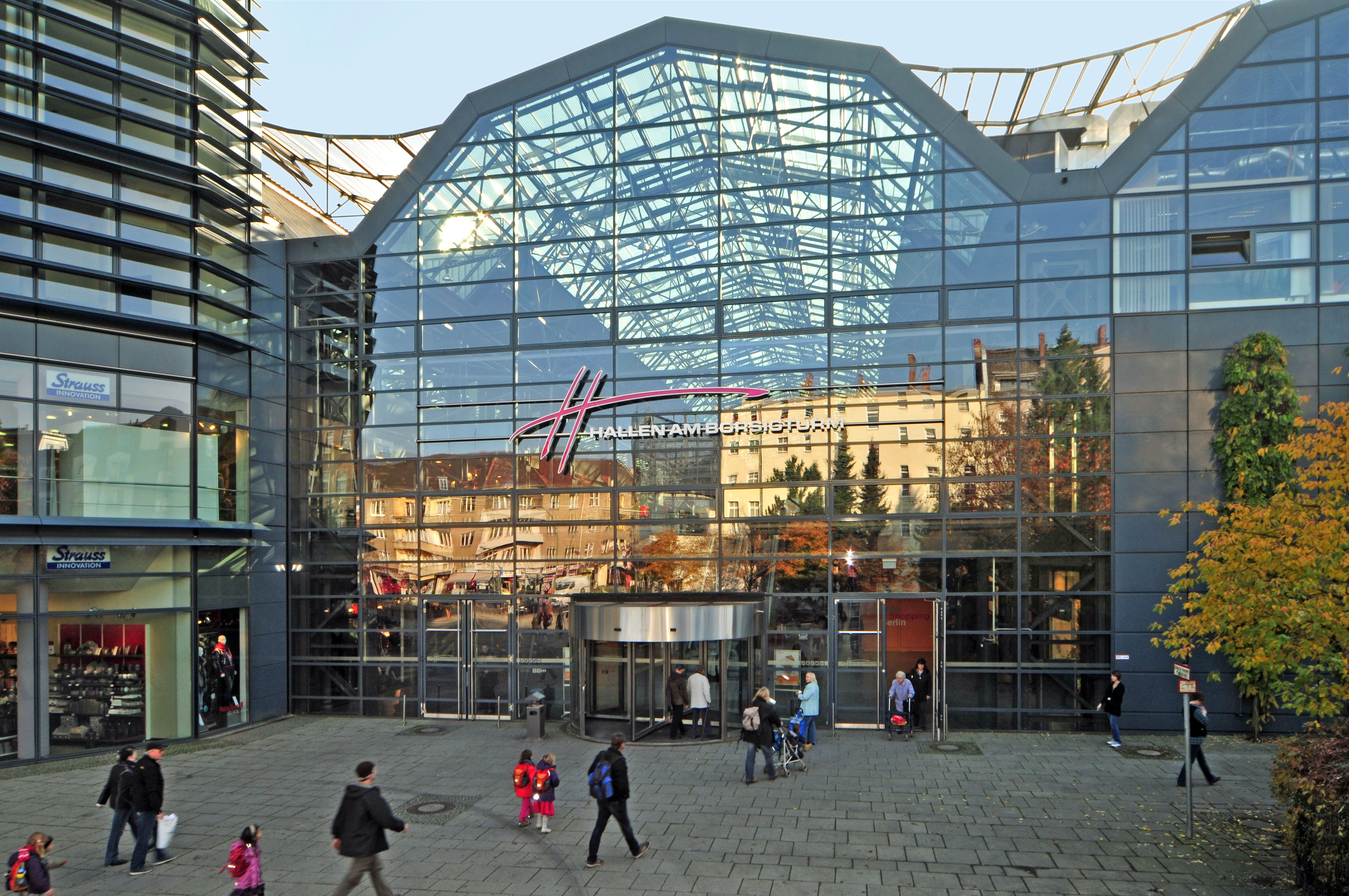
Eingang Hallen am Borsigturm

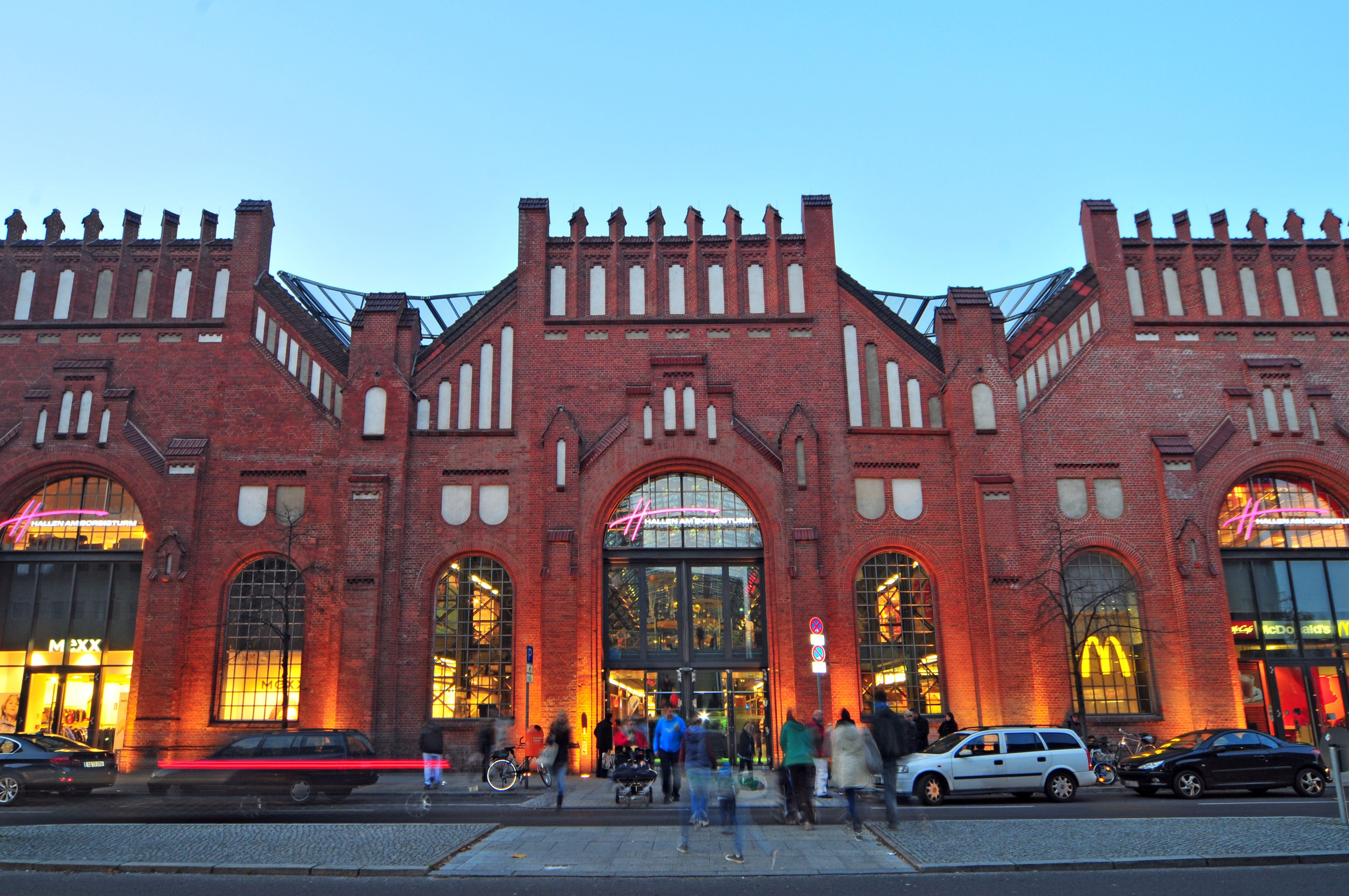
Eingang Hallen am Borsigturm

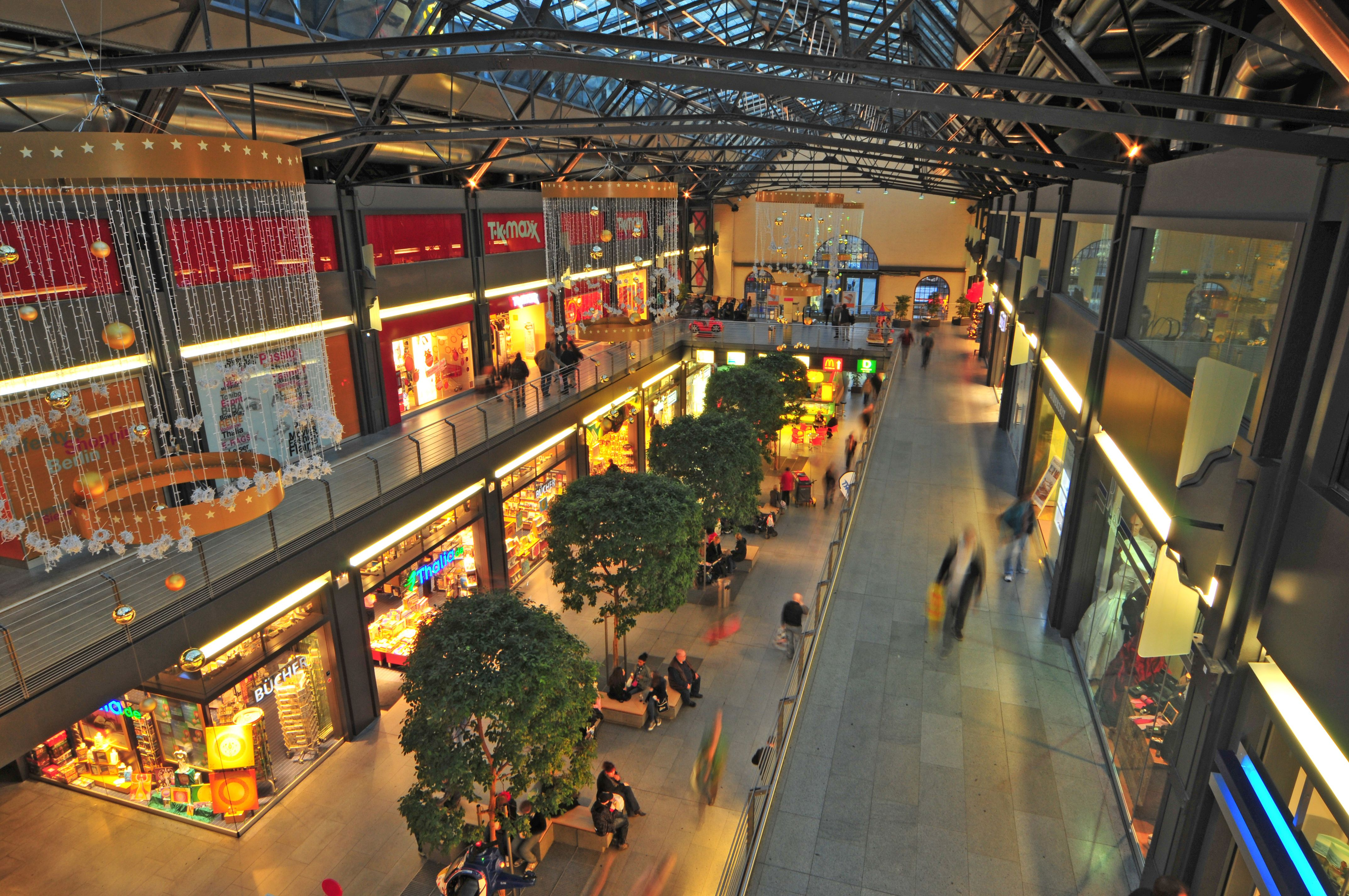
Innenansicht Hallen am Borsigturm

Die ursprüngliche Metallverarbeitung des Borsig-Werkes wurde in den 1990er Jahren vom Borsig-Gelände zurückgezogen. Auf dem nordöstlichen Teil des Produktionsgeländes errichtete die Herlitz ihre Produktions- und Lagergebäude für ihre Papier-, Büro- und Schreibwarenprodukte.

## Architektur
Bei den „Hallen am Borsigturm“ ordnen sich der Shopping-Bereich, die Freizeitflächen, das Kino, das Bürogebäude, das Parkhaus und die städtebauliche Planung dem Achssystem der ursprünglichen Werkshallen unter. Dabei bilden die Außenkanten der Gebäude die Grundfläche der ehemaligen Industriefläche. Im Innern des Centers erinnern die filigranen Stahldachtragwerke der alten und neuen Hallen an die historischen Elemente. Von außen stellt eine Dachmembran, die als Sonnenschutz fungiert, wie eine zweite Haut eine Verbindung zwischen den Gebäuden her.

## Funktionsbereiche

### Einzelhandel und Freizeitbereich
Der Shopping-Bereich ist in fünf alte Werkhallenschiffe eingebunden. Von Tegel-Nord wird der Passantenstrom über die „Ladenstraße“ in den südlich gelegenen Grünbereich Richtung Borsigtor und U-Bahnhof Borsigwerke geleitet. Der gesamte Einzelhandel befindet sich im Erdgeschoss und im 1. Obergeschoss. Im Zentrum der Ladenstraße liegt der Bereich Essen & Trinken. Auf drei Etagen gibt es dort zahlreiche Restaurants, Lebensmittelstände, Bistros und Cafés. Das 2. Obergeschoss bietet Freizeit- und Sportflächen. Außerdem befindet sich dort das Center-Management.

### Parkhaus
Direkt am Shopping-Bereich und auch von dort aus erreichbar, liegt das neungeschossige, offene Parkhaus mit 1600 Stellplätzen. Die Parkebenen verfügen über acht Aufzüge. Den Shopping-Bereich erreicht man überdacht über das Erdgeschoss sowie das 1. und 2. Obergeschoss.

### Bürogebäude
Im Gebäudeteil zur Berliner Straße befindet sich ein fünfstöckiges Bürogebäude. Im Erdgeschoss und im 1. Obergeschoss findet man ebenfalls Einzelhandelsflächen. Darüber liegende Ebenen beherbergen verschiedene Büromieter.

### Kino
Zusätzlich ist in den „Hallen am Borsigturm“ im südwestlichen Teil ein Kino untergebracht. Es enthält neun Kinosäle und hat Platz für 2400 Personen.